# Game Dev Story
Game Dev Story — компьютерная игра в жанре симулятора разработки видеоигр, созданная компанией Kairosoft и выпущенная для PC в апреле 1997 года. Впоследствии игра была портирована для Android и iOS.

## Игровой процесс
Игроку предстоит быть президентом компании по разработке видеоигр. В течение 20 игровых лет игрок должен путём разработки игр построить из небольшой компании компанию-гиганта, которая будет конкурировать с другими мировыми производителями компьютерных игр. Для развития компании игроку необходимо выбирать определённые направления игры, набирать опыт в разработке определённых жанров и улучшать навыки собственных работников.
В начале новой игры игроку будет доступен небольшой офис на четверых разработчиков. Игрок может разрабатывать игры для ПК или для различных игровых консолей. Перед началом разработки игры игрок выбирает платформу, жанр и тип игры. От жанра и типа игры зависит, насколько хорошо игра будет продаваться. В процессе разработки игрок может назначить собственных разработчиков для создания определённых частей (таких как игровая концепция, дизайн и звук) или нанять независимых специалистов. После окончания разработки игре присваивается определённый рейтинг и начинаются продажи. Если общий рейтинг игры будет не менее 32 (из 40 возможных), то игра попадает в зал славы, и игрок может выпустить продолжение этой игры. Для увеличения продаж игрок может заказать рекламу и посетить игровые выставки.
По мере развития компании у игрока появляется возможность приобрести новые офисы, тем самым увеличивая максимальное количество работников. В последнем офисе у игрока появляется возможность создать собственную игровую консоль.

## Отзывы
В целом игра получила положительные отзывы обозревателей.
| Сводный рейтинг    | Сводный рейтинг  |
| Агрегатор          | Оценка           |
| ------------------ | ---------------- |
| Metacritic         | 86/100 (iOS)     |
| Иноязычные издания |                  |
| Издание            | Оценка           |
| GamePro            | 80/100 (Android) |
| Giant Bomb         | (iOS)            |
| IGN                | 9/10             |